# 皆大欢喜 (Eve歌曲)
〈皆大欢喜〉（又名：如你所愿）是日本歌手Eve所製作及演唱的歌曲，收录于专辑《文化》。

## 概述
2017年11月28日，Eve在Niconico动画上发布了使用初音未来语音合成引擎作为人声。11月29日，Eve在YouTube平台上发布了该曲的個人演唱版。此歌曲后来收录于Eve的专辑《文化》中，该专辑于同年12月13日发行。MV为卡通动画形式，讲述了一位少年被梦中的情敌惊醒后勇敢面对悲伤的回忆，追求所爱女孩的故事。截止2023年10月24日，该视频在YouTube已经达到一亿两千六百七十二万次播放。

## 反响
2022年5月12日，即该曲在YouTube平台上发布後约四年半，其影片观看次数達到了1亿觀看數 。该曲是Eve自〈回回奇譚〉和〈拟剧论〉之后第三部于YouTube平台突破一亿次播放量的音乐视频。

## 收录
| 发布日期       | 标题                | 类别     | 发行             |
| -------------- | ------------------- | -------- | ---------------- |
| 2017年12月13日 | 『文化』            | 专辑     | harapeco records |
| 2022年2月9日   | 『Eve Vocaloid 01』 | 专辑     | TOY'S FACTORY    |
| 2022年12月13日 | 『ZINGAI』          | 影像作品 | TOY'S FACTORY    |

## 排行榜
在LINE MUSIC Music Video Top 100 （2021.5.26 – 6.1）中排行第69名。